# Амвросианский обряд
Амвросиа́нский обря́д (также иногда называется миланским обрядом, лат. ritus Ambrosianus) — один из латинских (западных) литургических обрядов, используется в архиепархии Милана (за исключением Монцы), а также в более 100 приходах епархий Павии, Бергамо (обе находятся в Италии) и Лугано (Швейцария). Назван по имени святого Амвросия Медиоланского, авторитетного Учителя Церкви IV века, миланского епископа, реформатора литургии и церковного пения.

## История

### Возникновение и развитие
Предание связывает местную литургическую традицию с апостолом Варнавой, проповедовавшим в Северной Италии, и его учеником Анаталоном, первым медиоланским епископом; распространение обряда на близлежащие области приписывается седьмому миланскому епископу Мироклету (конец III века). К моменту избрания Амвросия на кафедру медиоланская литургия имела вполне сформированное чинопоследование, на отдельные моменты которого ссылается в своих произведениях, как на общеизвестные, сам святитель. Однако действительная история происхождения амвросианского обряда остаётся невыясненной. Бесспорно одно — амвросианский обряд очень древний; возможно он наследие более древнего обряда, чем римский.
По образцу восточных Церквей Амвросий ввёл в Медиолане антифонное пение гимнов, ему же принадлежит авторство многих из них. Сам стиль церковного пения, введённый им в Медиолане, называется амвросианским пением. Тем не менее, Амвросий лишь украсил, а не изменял существенные части или порядок богослужения, но в последующие века медиоланская литургия твёрдо связывается с его именем. Именно признанный авторитет Амвросия позволил сохраниться особому миланскому чину, невзирая на сильное давление со стороны римского обряда.
Первые сведения об особом миланском обряде содержатся в сочинениях Амвросия Медиоланского. В следующем V веке о нём упоминают три автора: Мартин Турский, Гауденций из Брешии, равеннский епископ Пётр Хрисолог. Нашествие лангобардов — ариан привело к восьмидесятилетнему удалению миланских епископов в Геную (569—649 годы). В этот период, по мнению ряда исследователей, в анафору амвросианского обряда проникли некоторые молитвы из канона римской мессы.
В эпоху Каролингов происходила систематизация амвросианского обряда и параллельно с этим усиление влияния римского обряда. Так в конце VIII века в миланском сакраментарии были унифицированы молитвы литургии, затем дважды были реформированы богослужения суточного круга (первый раз — под влиянием византийского обряда, второй — богослужений бенедиктинцев). Один из летописцев Ландульф Старый приводит легенду о попытке Карла Великого упразднить амвросианский обряд, но в намерения императора вмешалось чудо — оставленные на ночь на алтаре закрытыми богослужебные книги римского и миланского обряда оказалась наутро открытыми, однако другие источники не поддерживают эту легенду. IX — XII веками датируются самые ранние из сохранившихся литургические рукописи миланского обряда — Сакраментарий, Мануал, Псалтирь, Ритуал и Церемониал. В этот период даже Псалтирь, используемая в Милане, отличалась от римской — здесь читалась Vetus Latina, а не Вульгата.
По мере усиления власти римских пап ими предпринимались неоднократные попытки упразднить амвросианский обряд. Документально подтверждены такие попытки Евгения III и Анастасия IV; возможно, что сходные действия предпринимали Николай II, Григорий VII и Евгений IV. Тем не менее, амвросианский обряд не только не исчез, но даже распространился по средневековой Европе: в XII веке каноники Ратисбонны запрашивали в Милане богослужебные книги, в XIV веке император Карл IV ввёл этот обряд в пражской церкви святого Амвросия, в XVI веке элементы миланской литургии существовали в Капуе и Аугсбурге. В XV веке была проведена очередная унификация амвросианского обряда — изданы официальные версии Миссала и Бревиария.

### Реформы Карло Борромео
В 1570 г. папа Пий V разрешил использование наряду с латинским тех обрядов, существование которых превышало 200 лет, в результате чего амвросианский обряд был узаконен и защищён от попыток запрета. Видный деятель Контрреформации, миланский архиепископ и кардинал Карло Борромео, желая сохранить первоначальный вид амвросианского обряда, создал комиссию для ревизии богослужебных книг. В результате работы комиссии были изданы официальные календарь (1567 год), бревиарий (1582 год), ритуал (1589 год) и миссал (1594 год). Две последние книги вышли в свет после смерти святого Карло Борромео с нарушением намерения святителя о максимальном сохранении миланского обряда. Так, в миссале амвросианский чин елеосвящения был заменён римским. Книги, изданные Карло Борромео, с незначительными изменениями оставались богослужебными вплоть до реформ Павла VI.

### Реформы XX века
После II Ватиканского собора амвросианский обряд был реформирован по тем же принципам, что и римский, в результате чего ещё более сблизился с ним.
Первые изменения были инициированы кардиналом Джованни Баттистой Монтини, архиепископом Милана в 1954—1963 годах. Но широкомасштабная реформа официально началась при его преемнике кардинале Джованни Коломбо 28 февраля 1967 года. В ходе дискуссии предлагалось вообще упразднить амвросианский обряд, но в результате был принят компромиссный вариант: обновление миланского обряда на тех же принципах, что и римский, но с сохранением его «евхологического богатства» — текстов молитв и совокупности формуляров мессы. В 1974 году был издан новый амвросианский календарь, в 1976 году — новый амвросианский миссал, в 2024 году — второе издание амвросианского миссала.

## Особенности

### Литургический год
Новый литургический год начинается в Милане, как и в большинстве латинских обрядов, в первое воскресенье Адвента. В отличие от римского обряда, но в соответствии с мосарабским и исчезнувшим галликанским обрядами, Адвент в Милане начинался в первое воскресенье после дня святого Мартина (11 ноября), то есть продолжался 6 недель и был, соответственно, на две недели длиннее римского. Во время реформ Павла VI эта особенность была упразднена, но затем восстановлена. Шестое (последнее) воскресенье Адвента посвящалось празднованию Благовещения Богородицы. Особыми днями были feriae de exceptato — последние дни перед Рождеством Христовым (в зависимости от года их было от 2 до 6, не считая навечерия), в которые пелись особые антифоны и псалмы. Первый день после Богоявления назывался Christophoria и был, по инициативе архиепископа Федерико Борромео, посвящён воспоминанию Возвращения Святого семейства из Египта.
В отличие от римского обряда, Великий пост в амвросианском обряде продолжается ровно 6 недель и начинается в понедельник первой недели, при этом римская Пепельная среда не отмечается. В пятницы Великого поста (включая и Великую пятницу) литургия не совершается, что роднит амвросианский обряд с византийским (в котором «полных» (с евхаристическим каноном) литургий в будние дни поста нет). Византийскую традицию напоминает также наименование воскресений Великого поста по теме евангельских чтений: «О самаритянке» (лат. De samaritana), «Об Аврааме» (лат. De Abraham), «О слепом» (лат. De caeco), «О Лазаре» (лат. De Lazaro). Богослужения Страстной седмицы сохраняют многочисленные особенности (см. Великий четверг, Великая пятница, Великая суббота).
Крещение оглашенных осуществлялось на Пасху, в связи с чем последующая неделя называлась in albis («в белых одеждах» — по схожим соображениям в византийском обряде называется Светлой), а второе пасхальное воскресенье — in albis depositis («по снятии белых одежд»).
Понедельник, вторник и среда недели, предшествующей Пятидесятнице, назывались Триденствие литаний (лат. triduum litaniarum), в эти дни совершались литании апостолам и мученикам, миланским святым, святым женам соответственно. Этот обычай был заимствован из римского обряда в V веке. Ещё двумя особенными миланскими циклами были 4 или 5 воскресений после 29 августа (Усекновения главы Иоанна Крестителя), называвшиеся post Decollationem, и 3 воскресения октября, в последнее из которых отмечалось Освящение Большой церкви (то есть Миланского собора).
В ходе реформ Павла VI были отменены особые циклы воскресений после Богоявления, Усекновения главы Иоанна Крестителя и октябрьские, праздник Christophoria, Тридентствие литаний. Шестинедельный Адвент, особые дни перед Рождеством (теперь называются итал. prenatalizie), многочисленные богослужебные особенности Страстной седмицы, отсутствие месс по пятницам Великого поста сохранены. Место упразднённого Christophoria занял праздник Святого семейства (четвёртое воскресенье января). В современном амвросианском календаре праздник Богоявления отмечается в воскресенье между 2 и 6 января, Вознесение Христово — в седьмое пасхальное воскресенье, Corpus Domini (в Милане имеет ещё одно название Торжество Блаженной Богородицы и Приснодевы Марии) — в первое воскресенье после дня Святой Троицы. 12 сентября отмечается праздник Имени Блаженной Девы Марии, отсутствующий в римском календаре, в третье воскресенье октября празднуется Освящение соборной церкви, заимствованный из римского календаря праздник Христа Царя отмечается на две недели раньше, чем в римском обряде (из-за большей продолжительности Адвента).
В результате реформ в амвросианский календарь было включено большое количество общекатолических святых. Из праздников, посвящённых миланским епископам, сохранены только пять, а остальные объединены с памятью первого миланского епископа Анаталона (25 сентября). В амвросианском календаре отмечены 30 святых и 2 блаженных, чьи имена не упоминаются в римском календаре. Ещё 10 миланских святых имеют празднества более высокого ранга, чем в римском календаре. Праздники в честь ещё 18 общекатолических святых, память которых в римском календаре приходится на prenatalizie, Великий пост или совпадает с памятью миланских святых, переносится в амвросианском обряде на другие дни.

### Особенности литургии
Праздничная литургия начинается процессией духовенства с пением 12 антифонов (так называемые 12 Kyrie), а в дни памяти мучеников — возжжением над престолом фароса, представляющего собой шарообразный хлопковый светильник, украшенный крестом, венцом и пальмовыми ветвями (символы мученичества); так, в Миланском соборе фарос зажигают в день памяти святой Фёклы (23 сентября). Вигилия (литургия, совмещённая с вечерней) начинается, напротив, в полной темноте; процессия духовенства с незажжёнными свечами подходит к алтарю и там зажигает свечи от светильника, благословлённого архиепископом.
Дореформенный чин собственно литургии схематически представляет собой следующую последовательность:
- Литургия оглашенных
  - Диалог священника, стоящего у подножия алтаря, и народа:
    - Пс. 42:4, Пс. 105:1, Пс. 50:3
    - Confiteor (текст аналогичен римскому, кроме общих святых поминается Амвросий Медиоланский)
    - Пс. 123:8, Пс. 112:2

  - Тайная молитва священника: «Молим Тебя, всевышний Боже Саваоф, святой Отче, сподоби меня облечься в одежду непорочности и опоясать чресла мои опоясанием любви и страха Твоего, и воспламенить изгибы сердца моего любовию к Тебе, чтобы я мог умилостивлять Тебя о моих грехах, и ходатайствовать о прощении грехов предстоящим, и приносить мирные жертвы каждого из них. И меня, дерзновенно приступающего к святому алтарю Твоему, не попусти погибнуть, но сподоби очистить, украсить и благосклонно принять, через Христа Господа нашего»
  - переменное входное песнопение (лат. ingressa) и Kyrie eleison,
  - переменная «молитва над народом» (лат. oratio super populum) (например, в день Рождества: «Боже, Творец и правитель мира, даруй нам в этот день вочеловечения Слова и рождества от Святой Девы непорочно совершать празднество, чтобы нам, искушенным по милости Твоей, быть безопасными под защитой Твоею, через Того же Господа нашего Иисуса Христа, Который с Тобою живет и царствует, как Бог, в единстве Святого Духа, во веки веков»)
  - Gloria или две ектении (в воскресения Великого поста) — см. ниже
  - три чтения (Ветхозаветное чтение+псалом, Апостол+аллилуиарий, Евангелие) — в отличие от дореформенного римского обряда, ветхозаветные чтения в Милане читались каждый день,
  - проповедь, благословение и отпуст оглашенных;
- Литургия верных
  - Dominus vobiscum (Господь с вами), Kyrie eleison,
  - антифон после Евангелия,
  - приветствие мира,
  - молитва верных (лат. oratio fidelium),
  - переменная «молитва над синдоном» (oratio super sindonem) — особенность миланского обряда, синдон — буквально «плащаница», расстилаемый на алтаре плат (аналог илитона или корпорала). Например, в день Рождества: «Боже, сообщивший благодать Твоего достоинства естеству человеческому, сподоби нас быть причастниками Божества Сына Твоего, восхотешего сделаться причастником нашей тленности, Который с Тобою живет и царствует, как Бог, в единстве Святого Духа, во веки веков»
  - приношение хлеба и вина совершается по древнему обряду. В праздничные дни два мужчины и две женщины, из числа двадцати избранных и живущих при соборе мирян, приносят к подножию алтаря хлебы (в правой руке) и сосуды с вином (в левой руке), и здесь архиепископ принимает от них дары и помещает на престол. Во время приношения поётся переменный антифон — offerenda. Тексты offerenda оригинальны, содержат многочисленные библейские стихи и парафразы, многие из них приписываются Амвросию Медиоланскому. Например, в день Рождества: «Се, открыт храм ковчега Завета, и нисходит с неба новый Иерусалим, в котором находится жилище Бога и Агнца, и слуги Его приносят Ему дары, говоря: Свят, свят, свят Господь Бог Вседержитель, Который был, есть и грядет. И вот сидит посреди его на престоле величества Своего Агнец, и голос возглашает перед Ним, говоря: Победил лев из колена Иудина, корень Давидов»
  - Символ веры (находится на традиционном для византийского обряда месте перед анафорой, а не после чтений, как в римском обряде),
  - переменная молитва над предложением (лат. oratio super oblata),
  - евхаристический канон — см. ниже,
  - преломление святого Хлеба и соединение Тела и Крови Христовых; в это время поётся оригинальный переменный антифон на преломление Хлеба — Confractorium (например, в день Рождества: «Велико и спасительно Таинство нашего Бога: родившая есть Мать и Дева, Рожденный есть Бог и Человек, Он же Творец всего, Сын Девы, Господь Родительницы»)
  - Отче наш (после преломления, а не до — как в римском обряде),
  - молитвы перед причащением (заимствованы из римского обряда),
  - причащение духовенства и народа; в это время поётся оригинальный переменный антифон Transitorium (например, в день Рождества: «Радуйся и веселись, селение Ангелов! Радуйся, Дева Господня, радость пророков! Радуйся, благодатная, Господь с Тобою! Радуйся, получившая через Ангела радость всего мира! Радуйся, родившая Творца и Господа! Радуйся, удостоившаяся соделаться Матерью Христа»)
  - молитвы после причащения, Kyrie eleison,
  - благословение и отпуст верных.

В каролингский период в состав литургии оглашенных было введено пение Gloria. В воскресения Великого поста вместо Gloria диаконом читались две литании с ответами молящихся («Молим Тебя» (лат. Precamur te) или «Господи, помилуй» (лат. Domine miserere) на первой литании и «Kyrie eleison»). В последующие годы литургия амвросианского обряда ещё более сближалась с римской. В результате анафора амвросианского обряда практически не отличалась от римской (исключением являются особые чины Великих четверга и Навечерия Пасхи — т. н. пятая и шестая евхаристические молитвы). К установительным словам Спасителя в амвросианском обряде добавляется: «Будете смерть Мою возвещать, Воскресение Мое исповедовать, пришествия Моего ожидать, доколе Я опять с небес прииду к вам.» В миланском обряде также сохранялось гораздо большее количество вариантов префаций (первая молитва анафоры), чем в римском. С XIII века в Милане был заимствован римский обычай возношения Даров, но без звона в колокольчик.
В состав амвросианской литургии входят многочисленные изменяемые песнопения, часть из которых заимствована из византийского (например, «Вечери Твоея Тайныя» Иоанна Златоуста) и римского (большинство аллилуиариев) обрядов. Оригинальными являются антифоны, поющиеся после Евангелия, на приношение, на преломление святого Хлеба). Известное римское песнопение «Agnus Dei» поётся только на заупокойных литургиях, на всех прочих — исполняется местный confractorium — антифон на преломление святого Хлеба.
Литургические реформы XX века были проведены по нескольким направлениям. Часть обрядов и молитв (например, приветствие мира, молитва «над синдоном», оригинальные префации) и песнопений (антифоны после Евангелия, на преломление святого Хлеба) сохранены. Амвросианский обычай трёх литургических чтений (первое — из Ветхого завета) был перенесён в римский обряд. Другие обряды (целование Евангелия, соединение Тела и Крови Христовых, очищение потира) и песнопения (между чтениями) заимствованы из римского обряда. Ныне существующий амвросианский миссал содержит 6 анафор: традиционный миланский канон, вторая, третья и четвёртая евхаристические молитвы римского миссала, 2 оригинальных амвросианских канона Великого четверга и пасхального бдения. Канон Великого четверга может применяться также в другие торжественные дни, пасхальный канон кроме навечерия Пасхи служится по воскресеньям пасхального периода и на мессах, в ходе которых совершается таинство крещения. В целом амвросианский миссал богаче римского на приблизительно 1000 литургических формул.

### Богослужения суточного круга
Согласно печатным изданиям XVI века, суточный круг богослужений амвросианского обряда включал в себя:
- matutinae — утреня, приблизительно соответствует православной утрене (точнее, той её части, которая включает в себя шестопсалмие и кафизмы),
- laudes (буквально, «хвалы»), схожа с заключительной частью православной утрени,
- horae minores («малые часы») — первый, третий, шестой и девятый часы,
- vesperae — вечерня,
- completorium — повечерие.

Основой всех перечисленных богослужений были псалмы и библейские песни (например, песнь трёх отроков на утрене, Benedictus или песнь Моисея (Исх. 15) на Laudes и т. д.), к которым добавлялись чтения из Писания или житий святых, а также амвросианские антифоны и гимны. В целом, богослужения суточного круга соответствует средневековой латинской монашеской практике, но с сохранением ряда особенностей древнего кафедрального богослужения часов. В результате реформ XX века в 1981 году был издан новый амвросианский бревиарий, ещё более сблизивший миланскую и римскую литургию часов.
Среди других отличий — форма священных сосудов (например, дароносица в амвросианском обряде имеет форму небольшого храма) и порядок совершения таинств, так крещение совершается всегда через погружение.